# German Afternoon
| Recensione                        | Giudizio                 |
| --------------------------------- | ------------------------ |
| AllMusic                          | [ 1 ]                    |
| Robert Christgau                  | punteggio di valutazione |
| The New Rolling Stone Album Guide | [ 3 ]                    |
| Sputnikmusic                      | 2.6 (Average)            |
| Dizionario del Pop-Rock           | [ 5 ]                    |
| 24.000 dischi                     | [ 6 ]                    |

German Afternoons è il nono album discografico del folksinger statunitense John Prine, pubblicato dall'etichetta discografica Oh Boy Records nel giugno del 1986.

## Tracce

### LP
Lato A
1. Lulu Walls – 2:36 (A.P. Carter)
2. Speed of the Sound of Loneliness – 3:29 (John Prine)
3. Out of Love – 3:17 (John Prine, Bill Caswell)
4. Sailin' Around – 3:25 (John Prine)
5. If She Were You – 3:35 (John Prine, Steve Goodman)
6. Linda Goes to Mars – 3:06 (John Prine)

Lato B
1. I Just Want to Dance with You – 3:28 (John Prine, Roger Cook)
2. Love, Love, Love – 3:00 (John Prine, Keith Sykes)
3. Bad Boy – 3:28 (John Prine)
4. They'll Never Take Her Love from Me – 3:07 (Leon Payne)
5. Paradise – 3:28 (John Prine)

### CD
Edizione CD del 1988, pubblicato dalla Oh Boy Records (OBR 003CD)
1. Lulu Walls – 2:36 (A.P. Carter)
2. Speed of the Sound of Loneliness – 3:29 (John Prine)
3. Out of Love – 3:17 (John Prine, Bill Caswell)
4. Sailin' Around – 3:25 (John Prine)
5. If She Were You – 3:35 (John Prine, Steve Goodman)
6. Linda Goes to Mars – 3:06 (John Prine)
7. Let's Talk Dirty in Hawaian – 3:13 (Fred Koller, John Prine) – Traccia bonus
8. I Just Want to Dance with You – 3:28 (John Prine, Roger Cook)
9. Love, Love, Love – 3:00 (John Prine, Keith Sykes)
10. Bad Boy – 3:28 (John Prine)
11. They'll Never Take Her Love from Me – 3:07 (Leon Payne)
12. Paradise – 3:28 (John Prine)

## Musicisti
Lulu Walls
- John Prine - voce solista, chitarra acustica
- Jim Rooney - chitarra acustica
- Sam Bush - mandolino
- Stuart Duncan - fiddle
- Roy Huskey Jr. - contrabbasso
- Alan O'Bryant - armonie vocali
- Phillip Donnelly - chitarra elettrica

Speed of the Sound of Loneliness
- John Prine - voce solista, chitarra acustica
- Jim Rooney - chitarra acustica
- Rachel Peer-Prine - basso, armonie vocali
- Phillip Donnelly - chitarra elettrica
- Tony Newman - foot drum
- Kenny Malone - percussioni

Out of Love
- John Prine - voce solista, chitarra acustica
- Jim Rooney - chitarra acustica, armonie vocali
- Sam Bush - mandolino
- Stuart Duncan - fiddle
- Phillip Donnelly - chitarra elettrica
- Roy Huskey Jr. - contrabbasso
- Kenny Malone - batteria

Sailin' Around
- John Prine - voce solista, chitarra acustica
- Jim Rooney - chitarra acustica
- Sam Bush - mandolino
- Stuart Duncan - fiddle, mandolino
- Phillip Donnelly - chitarra elettrica
- Roy Huskey Jr. - contrabbasso
- Kenny Malone - batteria, percussioni
- Rachel Peer-Prine - armonie vocali

If She Were You
- John Prine - voce solista, chitarra acustica
- Jim Rooney - chitarra acustica
- Stuart Duncan - mandolino, fiddle
- Leo LeBlanc - steel
- Dee Murray - basso
- Kenny Malone - batteria

Linda Goes to Mars
- John Prine - voce solista, chitarra acustica, accompagnamento vocale-cori
- Jim Rooney - chitarra acustica, accompagnamento vocale-cori
- Phillip Donnelly - chitarra elettrica, chitarra acustica
- Rachel Peer-Prine - basso
- Tony Newman - batteria

I Just Want to Dance with You
- John Prine - voce solista, chitarra acustica
- Roger Cook - ukulele, voce
- Jim Rooney - chitarra acustica
- Stuart Duncan - mandolino
- Leo LeBlanc - steel
- Dee Murray - basso
- Kenny Malone - batteria

Love, Love, Love
- John Prine - voce solista, chitarra acustica
- Jim Rooney - chitarra acustica
- Sam Bush - mandolino
- Stuart Duncan - fiddle
- Roy Huskey Jr. - contrabbasso
- Kenny Malone - batteria
- Phillip Donnelly - chitarra elettrica
- Keith Sykes - armonie vocali
- Alan O'Bryant - armonie vocali

Bad Boy
- John Prine - voce solista, chitarra acustica
- Jim Rooney - chitarra acustica
- Stuart Duncan - mandolino, fiddle
- Leo LeBlanc - steel
- Dee Murray - basso
- Kenny Malone - batteria

They'll Never Take Her Love from Me
- John Prine - voce solista, chitarra acustica
- Jim Rooney - chitarra acustica
- Stuart Duncan - mandolino, fiddle
- Leo LeBlanc - steel
- Dee Murray - basso
- Kenny Malone - batteria

Paradise
- John Prine - voce solista, chitarra acustica
- Jim Rooney - chitarra acustica, armonie vocali
- Sam Bush - mandolino, armonie vocali
- Stuart Duncan - fiddle, armonie vocali
- Phillip Donnelly - chitarra acustica
- Roy Huskey Jr. - contrabbasso
- Kenny Malone - batteria
- Rachel Peer-Prine - armonie vocali
- Keith Sykes - armonie vocali
- Alan O'Bryant - armonie vocali
- Marty Stuart - armonie vocali
- Junior Cook - armonie vocali

Note aggiuntive
- Jim Rooney e John Prine - produttori (per la First Avenue Productions)
- Al Bunetta - produttore esecutivo
- Dan Einstein - coordinatore della produzione
- Registrazioni effettuate al Jack Clement's Cowboy Arms Hotel & Recording Spa ed al Jack's Tracks di Nashville, Tennessee
- Jack Stack-a-Track Grochmal, Mark Miller, Mark Howard e Jim Rooney - ingegneri delle registrazioni
- Mastering effettuato al Georgetown Mastering di Nashville, Tennessee da Denny Purcell
- McGuire - fotografia copertina album originale
- Thomas Ryan Design - Design copertina album originale[8][9]